# Thalasseus acuflavidus acuflavidus
El gaviotín mexicano o charrán de Cabot (Thalasseus acuflavidus acuflavidus) es una de las dos subespecies de la especie Thalasseus acuflavidus, integrante del género Thalasseus de la familia Sternidae, la cual habita en costas marinas orientales de América del Norte.  

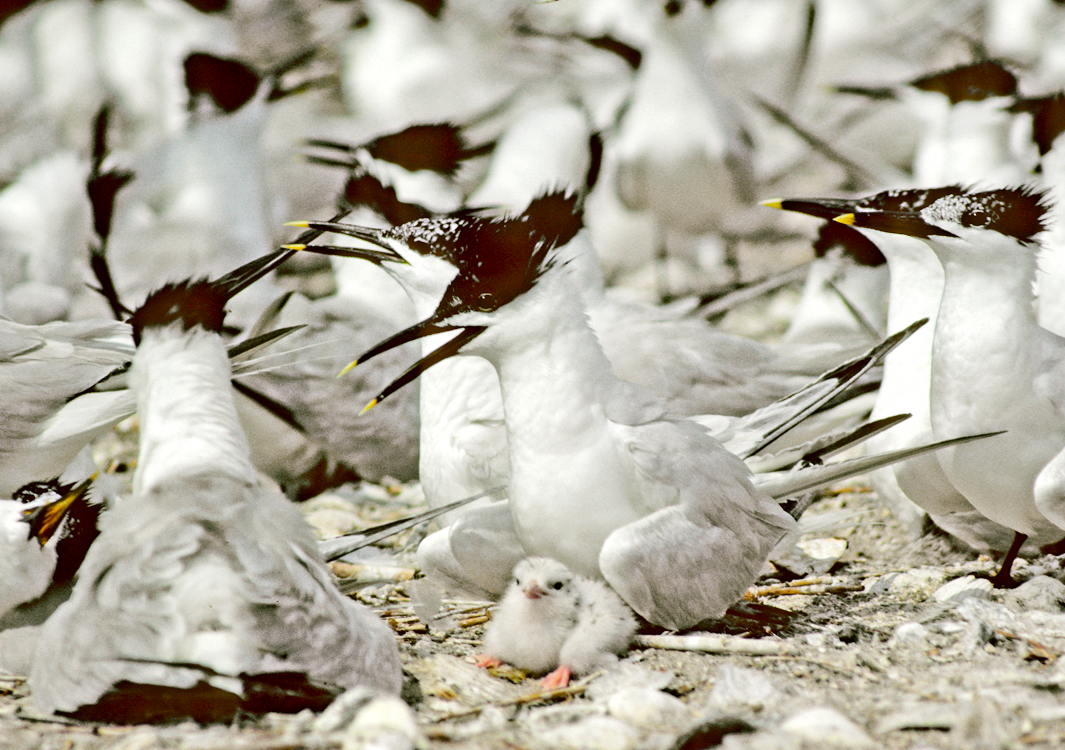
Un adulto de T. a. acuflavidus en plumaje reproductivo, junto a un pichón, dentro de una densa colonia de reproducción.

## Distribución
Thalasseus acuflavidus acuflavidus se reproduce en las islas del mar Caribe y las costas del océano Atlántico de América del Norte. Su área de distribución se extiende desde el sur de los Estados Unidos, hasta las islas del Caribe. Fuera de la época reproductiva, migra hacia las costas de Colombia, Venezuela, Surinam, Brasil, y el Uruguay, hasta la provincia de Buenos Aires, en el este de la Argentina.
Esta subespecie y T. a. eurygnathus se reproducen en simpatría en algunas de las islas del Caribe, generando poblaciones híbridas.

## Características
Esta subespecie muestra un copete crestado negro —que nace en la base del pico—, el cual se reduce a una franja nucal negra en la época invernal. Su pico es largo fino, algo curvo, y de color negro. Posee el plumaje de las partes superiores de su cuerpo de color gris pálido, mientras que el de las inferiores es de color blanco. la cola es blanca, y bien furcada. las patas son negras. El joven muestra el dorso manchado de pardo, y el pico de color negro.

## Costumbres
Como todos los demás charranes del género Thalasseus se alimenta zambulléndose en el agua para pescar, normalmente en ambientes marinos. Su dieta está integrada mayormente por distintas especies de peces.
Reproducción

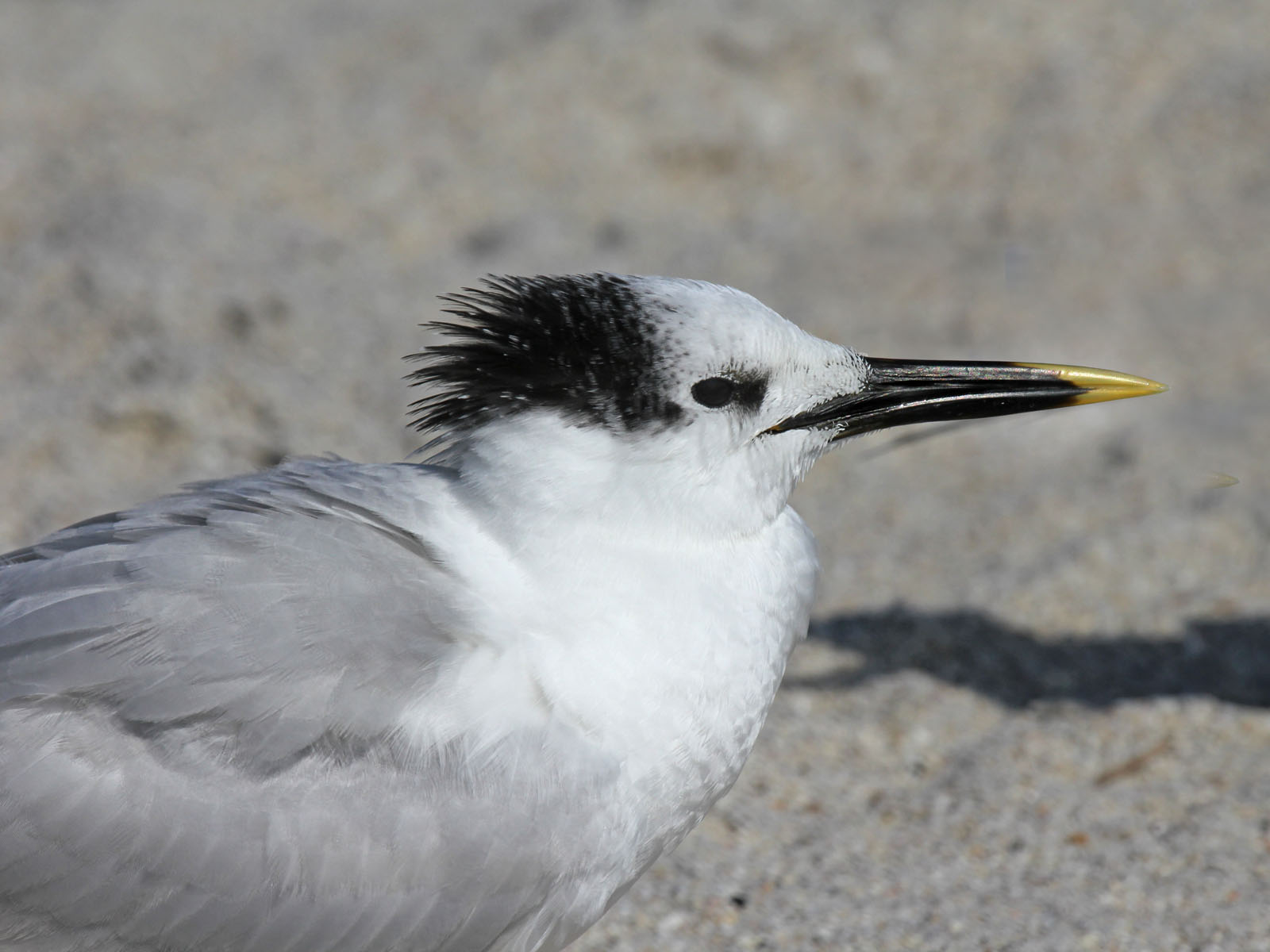
Detalle de la cabeza de un adulto de T. a. acuflavidus en plumaje no reproductivo, en la playa Venice, Florida.

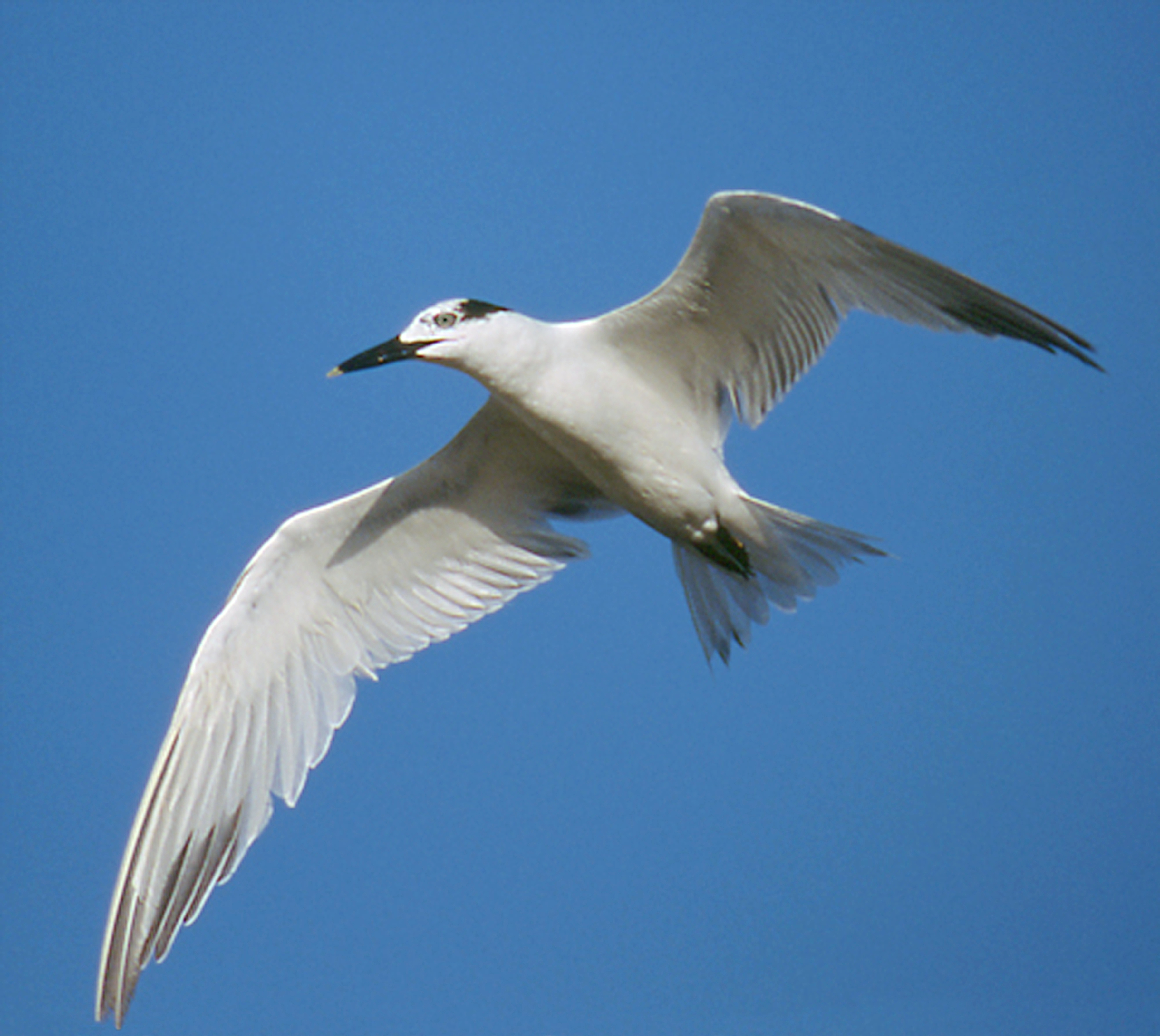
Un adulto de T. a. acuflavidus en plumaje no reproductivo, en Sanibel, Florida. Se pueden ver los detalles ventrales que exhibe al volar.

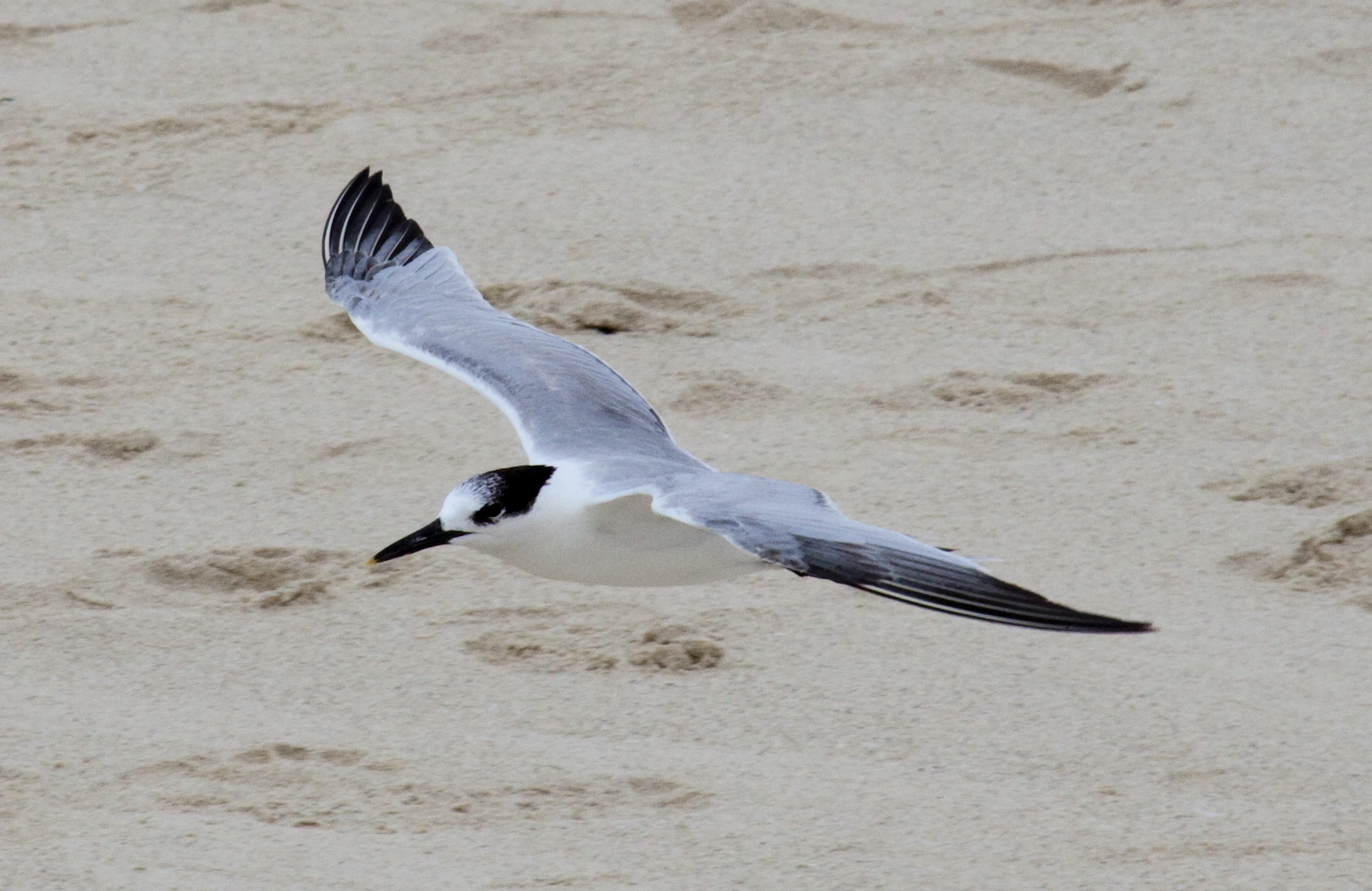
Un adulto de T. a. acuflavidus en plumaje no reproductivo, en Yucatán, México. Se pueden ver los detalles dorsales que exhibe al volar.

Se reproduce, generalmente de manera colonial, en islas o costas muy poco perturbadas. Coloca en una concavidad del terreno sus huevos, los que presentan manchas cafés y negras, para generar un perfecto camuflaje con el medio que los rodea.

## Taxonomía
Esta subespecie fue descrita originalmente por el ornitólogo Samuel Cabot en el año 1848.
Esta subespecie está estrechamente emparentada con el charrán patinegro europeo (Thalasseus sandvicensis) del cual, hasta el año 2009, era sólo una subespecie, pero estudios de su ADN permitieron demostrar que ambos taxones son especies distintas.
Al mismo tiempo, y hasta comienzos del siglo XXI se lo situó en el género Sterna.